# 태백 본적사지 삼층석탑
태백 본적사지 삼층석탑(太白 本寂寺址 三層石塔)은 대한민국 강원특별자치도 태백시 황지동, 본적사지에 있는 신라 시대의 삼층석탑이다. 2000년 1월 22일 강원특별자치도의 문화재자료 제126호 '태백 본적사지 삼층석탑재(太白 本寂寺址 三層石塔材)'로 지정되었다가, 2013년 6월 21일 현재의 명칭으로 변경되었다.

## 개요
본적사지는 일명 번적사지로도 불리는데, 이 곳 주변에는 많은 절터들이 있다. 절터 주변에는 이중기단 삼층석탑의 석탑재와 기와 조각 등이 흩어져 있다.
기단부로 발견된 탑재는 지대석(기초부에 까는 받침돌), 아래층 기단, 위층 기단의 부재이다.
아래층 기단과 위층 기단 면석(탑 기단의 받침돌과 덮개돌 사이에 막아댄 넓은 돌)에는 모서리기둥과 버팀기둥이 표현되어 있고, 갑석(뚜껑처럼 덮은 돌)에는 2단의 굄받침이 있다.
탑 몸체부는 지붕돌 2개와 몸돌 2개가 발견되었다.
지붕돌 밑면의 받침은 4단이고, 위에는 2단의 받침이 있다. 몸돌에는 모서리기둥이 표현되어 있다.
가장 작은 지붕돌에 찰주구멍이 있는 것으로 보아 삼층석탑임을 알 수 있다.
탑 위의 장식물인 상륜부는 발견되지 않았다. 같은 시기 석탑의 체감 비율을 고려하여 지대석에서부터 3층 지붕돌까지의 높이를 추정해보면 약 2.97m로 예상된다.
이 탑은 양식으로 보아 신라 말에서 고려 초에 만들어진 것으로 추정된다. 태백산 일대의 불교유적들과 함께 불교문화의 전파 경로와 시기를 추정하는데 귀중한 자료이다.

## 참고 자료
- 태백 본적사지 삼층석탑 - 국가유산청 국가유산포털